# Opferstein von Rättvik

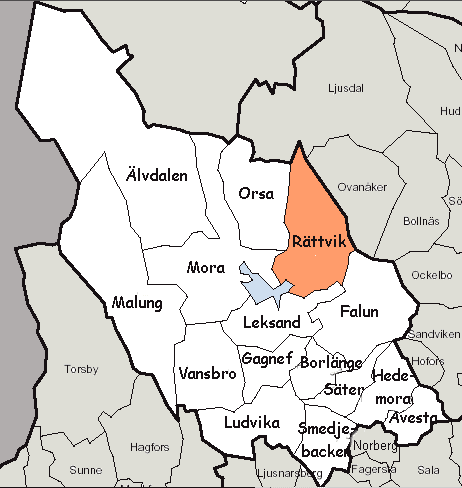
Lage

Der Opferstein von Rättvik (RAÄ-Nr.:Rättvik 18:1) liegt etwa 3 km südlich von Rättvik, in der schwedischen Provinz Dalarnas län und der historischen Provinz Dalarna, östlich des Siljan (See), südlich des Offerbacksvägen.
Der auf Schwedisch Offersten genannte Kalksteinblock ist eine große tischförmige Felsplatte, die auf der Unterseite pfeilerförmig ausgewittert ist, was der Form nach an einen Altar oder Tisch erinnert und vermutlich zur Namensgebung führte. Der Block ist nach Angabe des Riksantikvarieämbetet natürlich entstanden und wird erst seit den 1860er Jahren so bezeichnet. Er weist keine Schälchen auf, die typisch sind für die südlichen von der Trichterbecherkultur (TBK) und deren Folgekulturen genutzten Gebiete und die dort auch als Opferstein benannten Steinblöcke (wie z. B. der Brillinge-Stein).